# Siyəzən
Pour le raion, voir Siyəzən (raion).
Siyəzən est une ville d'Azerbaïdjan. Elle compte en 2012 24 300 habitants.

## Toponyme
Le nom provient du tat siyə — « noir » et zən — « femme ».

## Histoire
Jusqu'en 1954 c'était un village portant le nom de Kyzyl-Burun. De 1959 à 1992 la ville fait partie du raion de Dəvəçi avant que le raion de Siyəzən ne soit rétabli.